# Hofberichterstattung
Die Hofberichterstattung im ursprünglichen Sinn ist eine besondere Form des Journalismus. Hierbei geht es in erster Linie um die Berichterstattung über Adlige. Dabei unterscheidet man die eigentliche Hofberichterstattung durch den Hofberichterstatter, der am Hof als Pressesprecher angestellt ist und autorisierte Berichte veröffentlicht, von der Hofberichterstattung durch Boulevardpresse und Paparazzi, die vor allem versuchen, Dinge, die nicht an die Öffentlichkeit gelangen sollten, in Erfahrung zu bringen, besonders intime Details aus dem Privatleben.

## Ursprünge
Hofberichterstattung im engeren Sinn ist schon aus dem Mittelalter bekannt, wobei damals die Untertanen durch öffentliche Bekanntmachungen von Ereignissen an den Adelshöfen unterrichtet wurden wie z. B. Hochzeiten, Geburten, in einigen Fällen auch Abkommen und Friedensverträge, die geschlossen wurden.

## Neuzeit
Nach dem Aufkommen der Zeitungen übernahmen diese auch die Hofberichterstattung. Zunehmend wurde die Öffentlichkeit auch über weniger wichtige Dinge, die eher das Privatleben der Adligen betrafen, informiert. Mit dem Abnehmen der Macht der Monarchen und der Durchsetzung der Pressefreiheit nahm die unliebsame Berichterstattung durch die Presse zu und die offiziellen Hofberichterstatter berichteten nicht mehr direkt, sondern gaben Pressekonferenzen, um ihre Mitteilungen der Presse bekannt zu geben, während diese die Veröffentlichung übernahm.
Seit Mitte des 20. Jahrhunderts widmen sich zunehmend die Boulevardmedien Berichten über den Adel. Die Fotos stammen oft von Paparazzi, die Prominenten auf Schritt und Tritt folgen. Die Verletzung der Privatsphäre und der Persönlichkeitsrechte wird dabei in Kauf genommen. Als Paparazzi-Opfer gilt z. B. Prinzessin Diana.
Im Fernsehen sind v. a. adlige Hochzeiten und zahlreiche dokumentarische Berichte Teil der Hofberichterstattung. Entsprechende Produktionen werden in Deutschland auch durch ARD und ZDF ausgestrahlt. Beide Sender haben in der Vergangenheit Hochzeiten des europäischen Hochadels wiederholt über mehrere Stunden hinweg und zeitgleich, aber unabhängig voneinander ausgestrahlt.
Oft entstehen die Produktionen aus dem Umfeld der Hofberichterstattung in enger Zusammenarbeit mit den Objekten der Berichterstattung oder deren Angestellten. Sie lassen häufig keine kritische Distanz erkennen.

## Analoge Phänomene
Im übertragenen Sinn wird der Begriff heute auch für die kritiklose Veröffentlichung von Informationen und für eine gefällige Berichterstattung im Interesse von Politikern, Parteien, Verbänden oder Institutionen durch subventionierte oder sonst abhängige bzw. beeinflusste Medien verwendet.
Lange Perioden ohne Regierungswechsel begünstigen es, dass die Regierungspartei großen Einfluss auf Medien hat, insbesondere auf die Öffentlich-rechtlichen Sender (Radio und Fernsehen) in ihrem Bundesland.
In einer Landeshauptstadt ist die Landesregierung (Ministerpräsident, Minister) etwa das, was früher ‚der Hof‘ war. Lokal- bzw. Regionalzeitungen in Landeshauptstädten berichten detaillierter als bundesweite Zeitungen; dies kann als ‚Hofberichterstattung‘ rezipiert werden.
Als Bonn noch Bundeshauptstadt war, war die Regierung im ‚Stadtbild‘ dieser relativ kleinen Stadt präsenter, als es die heutige Regierung in Berlin ist. Die Zeitung Bonner General-Anzeiger berichtete detailliert.